# Kunst-Landschaft Springhornhof

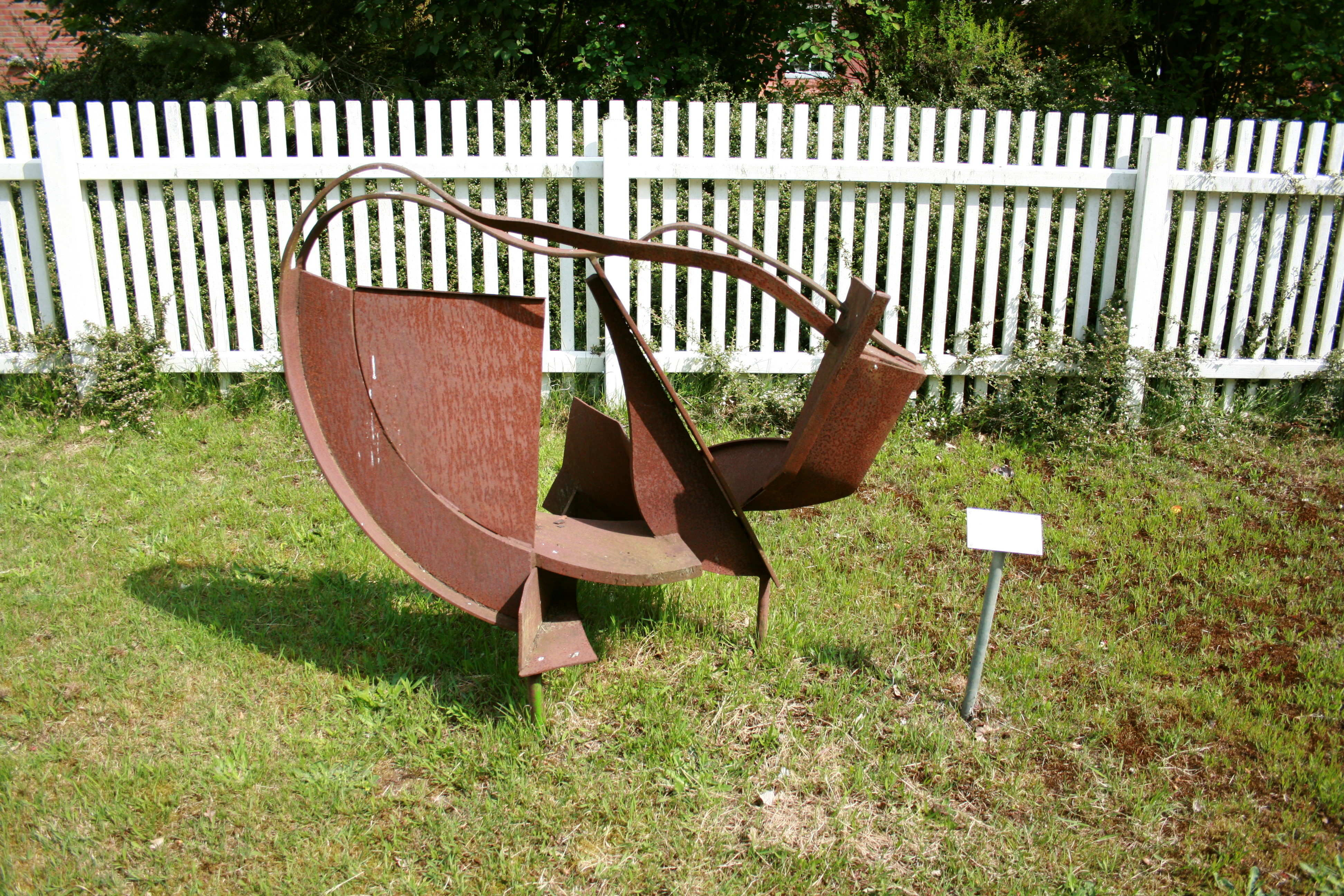
Park für unerwünschte Skulpturen: Ohne Titel (1983) von Gustav Reinhardt in Neuenkirchen-Tewel

Die Kunst-Landschaft Springhornhof ist die im Freien präsentierte Kunstsammlung des Kunstverein & Stiftung Springhornhof in Neuenkirchen in Niedersachsen.

## Beschreibung
Die Sammlung von Kunstwerken besteht aus Objekten der Land Art, Installationen, Konzeptkunst und Skulpturen, die in den Bildhauersymposien von 1977 (Symposion 1977) und 1978 (Symposion 1979) vor Ort entstanden. Diese Kunstwerke werden seit damals in größeren Zeitabständen regelmäßig durch neue Werke von deutschen und internationalen Bildhauern ergänzt. Die Bildhauerwerke werden in der Gemeinde Neuenkirchen und in Dörfern der weiteren Umgebung (in Behningen, Brochdorf, Gilmerdingen, Ilhorn und Tewel) erarbeitet, wodurch ein Skulpturenpark bzw. Skulpturenweg inmitten anderer Kunstwerke kreiert wird.

## Rezeption
Neuenkirchen wird wegen der Kunstwerke auch Documenta-Dorf der Heide genannt. Den Kunst-Landschaft-Projekten wird überregionale Bedeutung zugesprochen.

## Sammlung
- Hier ordnen Bäume mit (1977) von Leo Kornbrust
- Der innere Kreis der äußeren Linie folgend (1977) von Christiane Möbus
- Split Ring Birch Mound (1977) von Gary Rieveschl (USA)
- Egozentrischer Steinkreis (1977) von Timm Ulrichs
- Raumknoten (1978/2003) von Rolf Wachter
- Steinlawine (1978) von Mic Enneper
- Aufgebäumter Stamm (1978/2006) von Jan Meyer-Rogge
- Spannung (1978) von Hawoli
- Steinfelder (1979) von Rolf Jörres
- Wege (1980/2003) von Peter Könitz und Karl Ciesluk (Kanada)
- Windberg (1981) van Jean Clareboudt (Frankreich)
- Gegen-Steine (1982) von Hawoli
- Gegen-Steine (1982) von Nikolaus Gerhart
- Gleichtag (1983) von Yigal Tumarkin (Israel)
- aufkreuzen (1984) von Rolf Schneider
- Be-Züge (1985) von ODIOUS (Gisela von Bruchhausen, Klaus Duschat, Klaus H. Hartmann, Gustav Reinhardt, Hartmut Stielow und David Lee Thompson)
- Balance (1985) von Hawoli
- Dialog (1986) von Harald Finke
- Dialog (1986) von Carl Vetter
- Das blaue Haus (1987) von Horst Lerche
- Augenwaider (1988) von Horst Hellinger
- Der Augenblick (1989/2001) von Claus Bury
- Waage (1990) von Micha Ullman (Israel)
- Himmel und Erde (1991/2000) von Valery Bugrov (Russland)
- Azur (1993) von Christina Kubisch
- Hörstein (1995) von Ulrich Eller
- zwischen zwei Straßen (1997) von Volker Lang
- Holzkristall (2000) von Tony Cragg (England)
- Business Miles (1992/2000) von Dan Peterman (USA)
- Lueneburger-heide-sprechen (2001) von Rainer Ganahl
- Ohne Titel (2003) von Michael Asher (USA)
- ankommen & bleiben (2003) von Rupprecht Matthies
- Sieben Ansichten von einer Wiese mit Pflaumenbaum (2003) von Anna Gudjónsdóttir (Island)
- Die eingefangene Zeichnung (2003) von Peter Pommerer
- Treppe (2003) von Stefan Kern
- Park für unerwünschte Skulpturen (2003) von Ingar Dragset (Norwegen) und Michael Elmgreen (Dänemark)
- Eiche tätowiert (2005) von Silke Schatz
- Springhornhof Institut für Paläolithische Archäologie (2009) von Mark Dion (USA)

## Fotogalerie

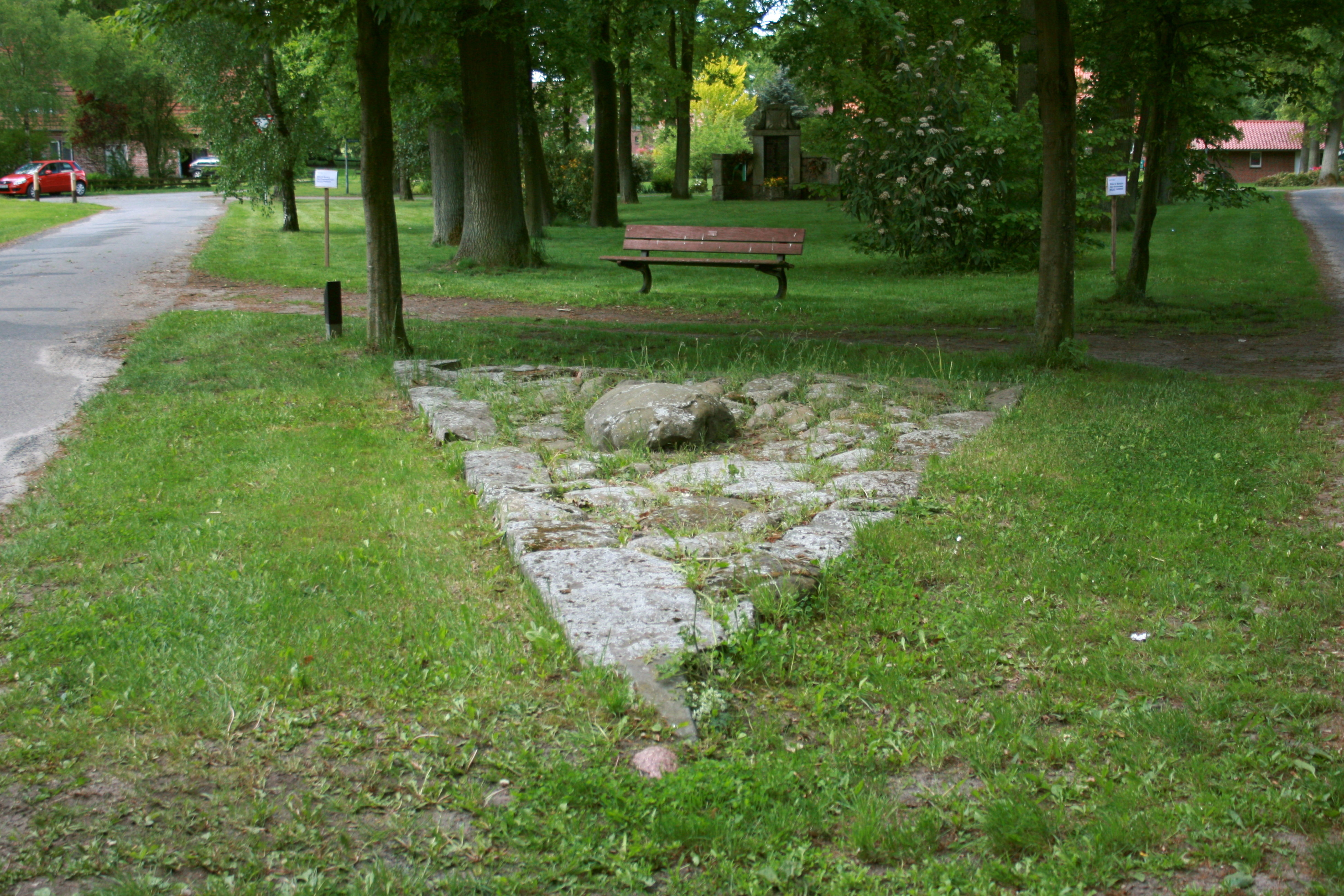
Leo Kornbrust: Hier ordnen Bäume mit
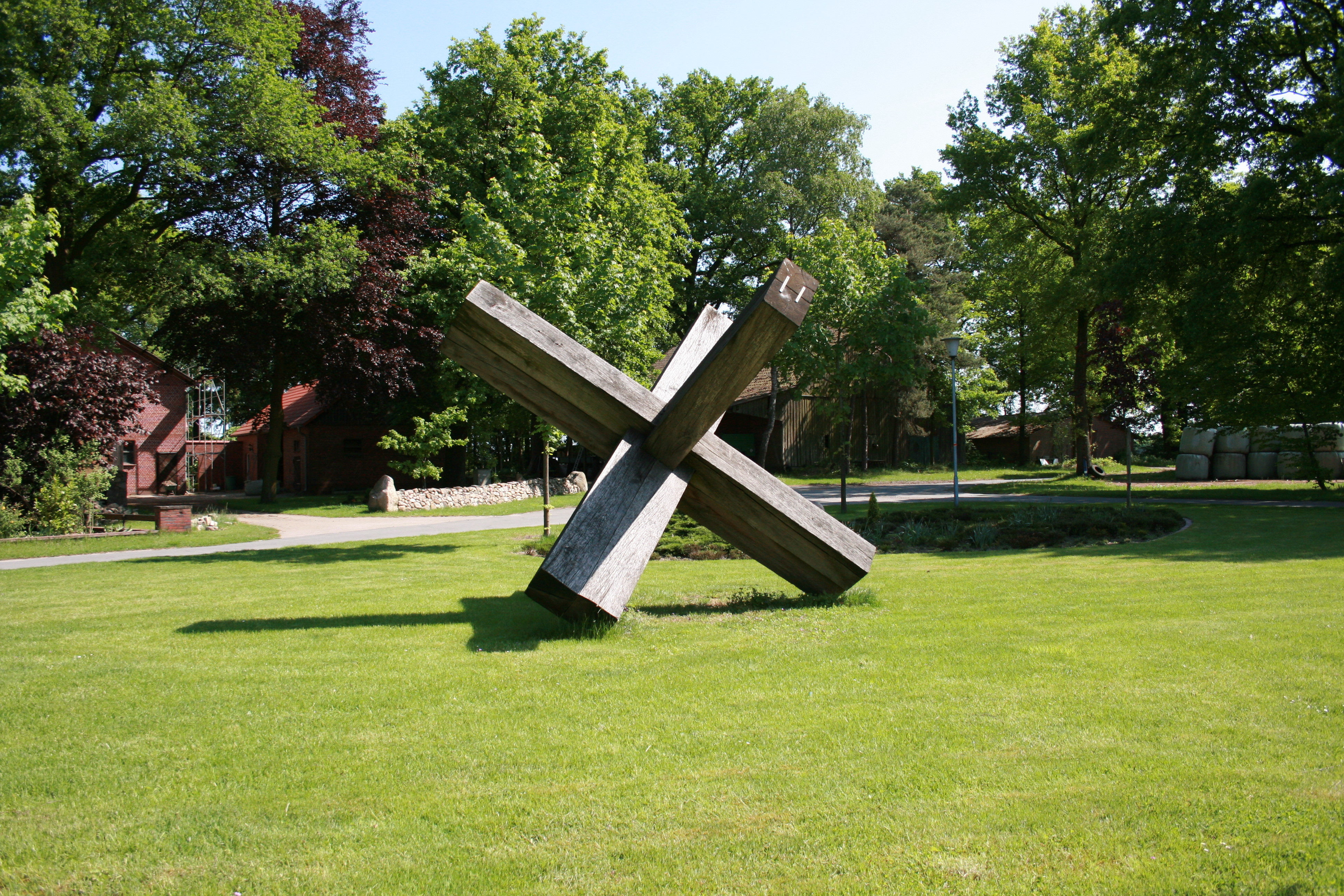
Rolf Wachter: Raumknoten
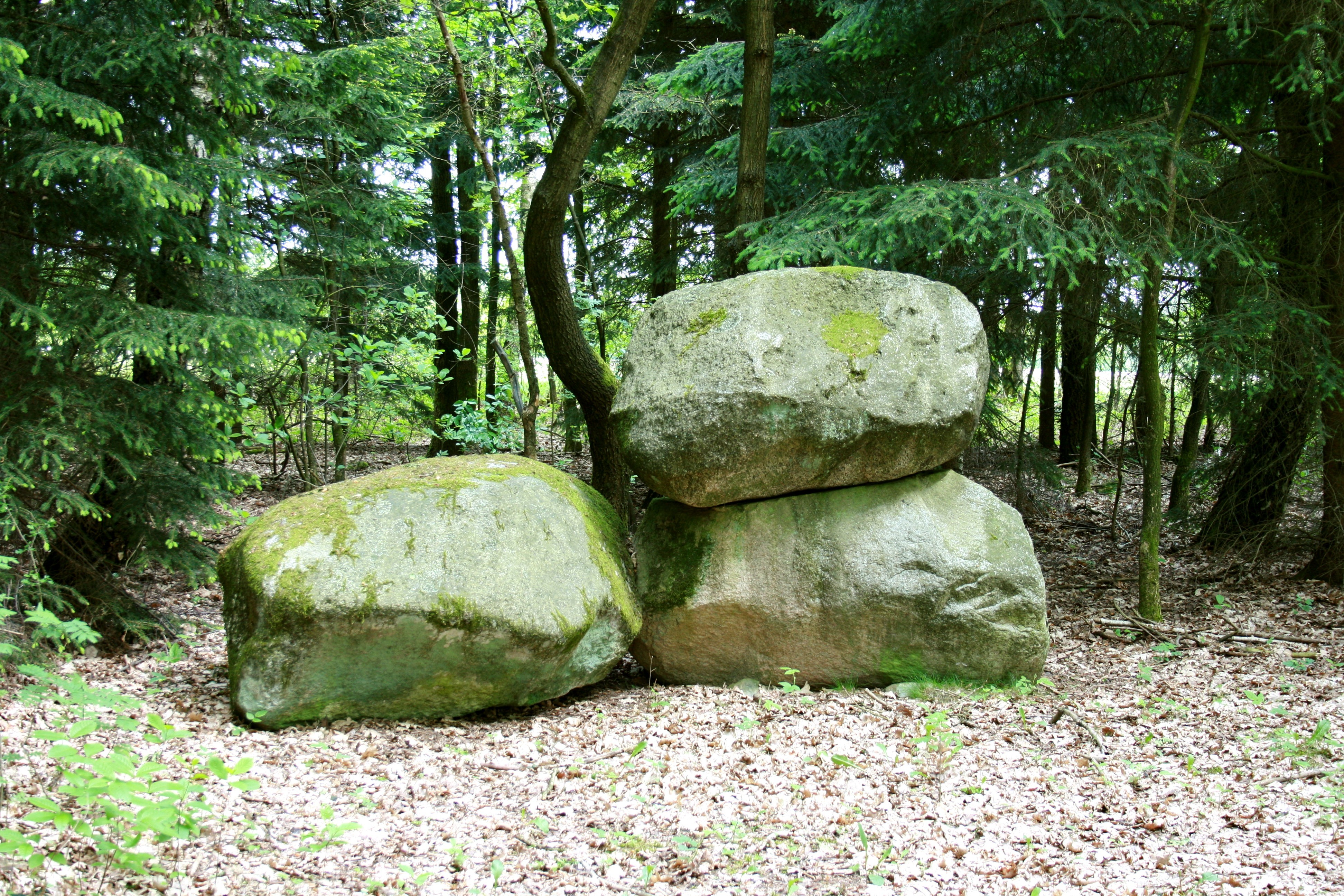
Rolf Jörres: Steinfelder
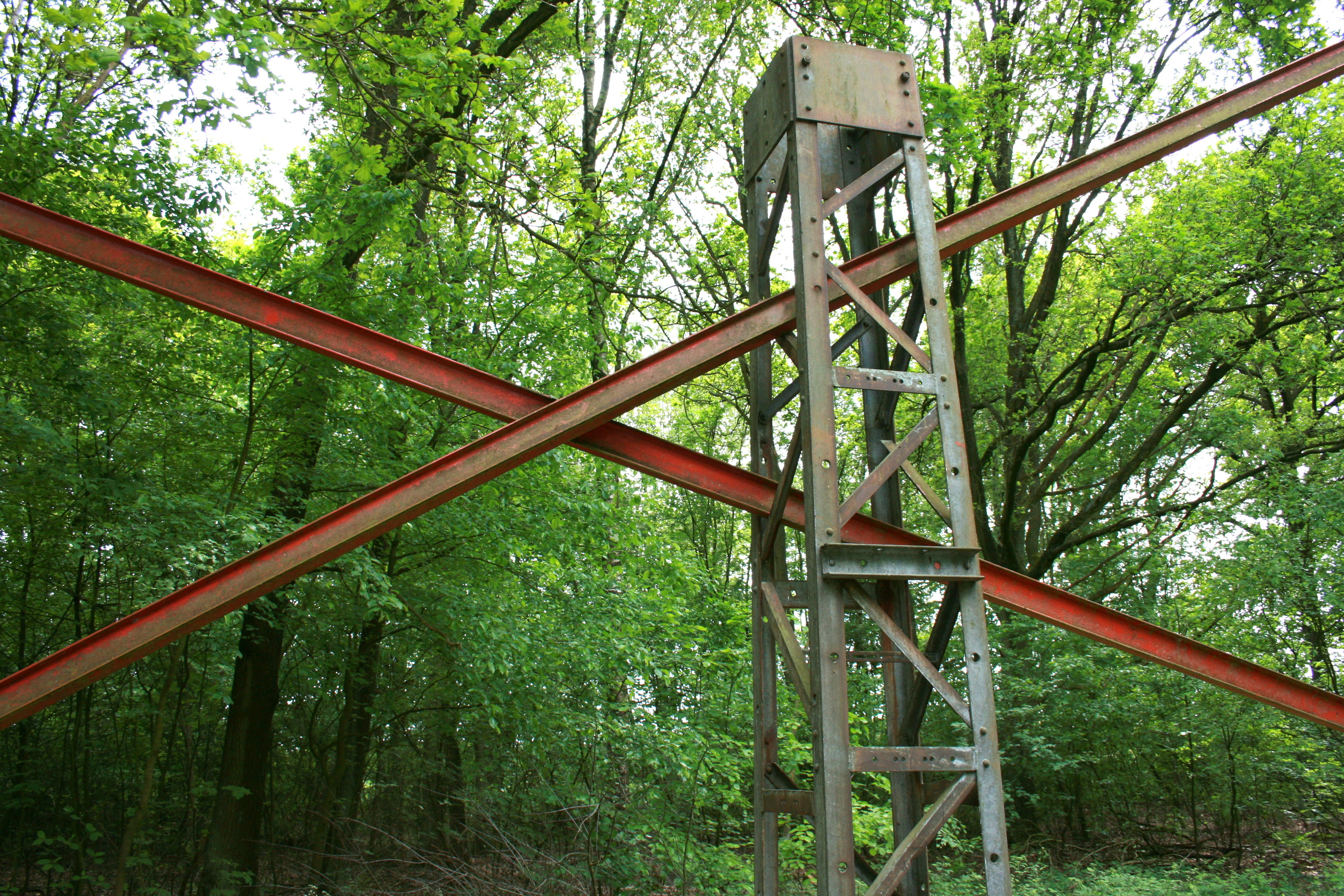
Rolf Schneider: aufkreuzen
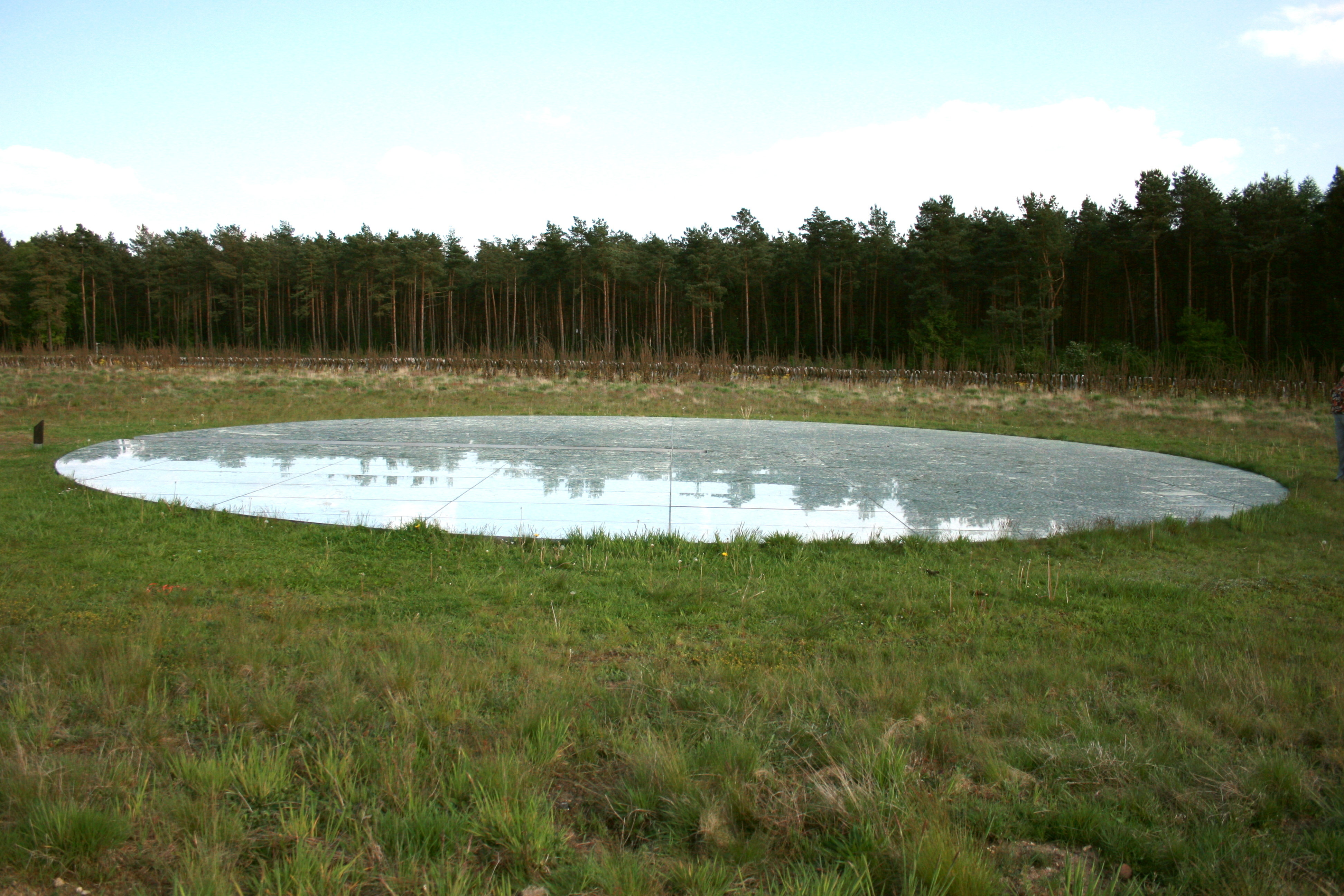
Valery Bugrov Himmel und Erde
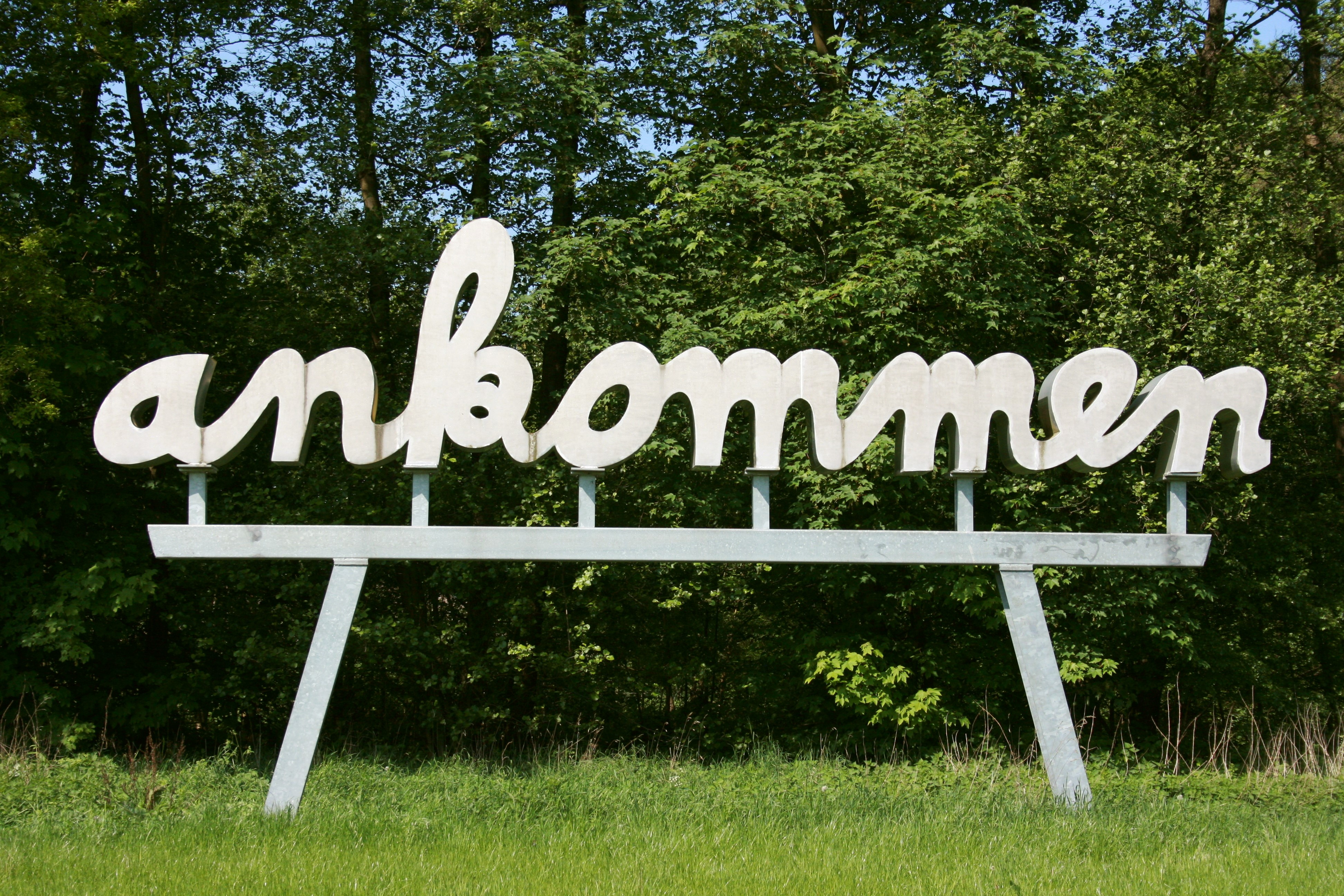
Rupprecht Matthies: ankommen & bleiben